# Distretto di Dan Makham Tia
Il distretto di Dan Makham Tia (in thailandese: ด่านมะขามเตี้ย) è un distretto (amphoe) della Thailandia, situato nella provincia di Kanchanaburi.